# Адвайта веданта
Адвайта веданта (на санскрит: अद्वैत वेदान्त) е подшкола на веданта, една от шестте школи на индуистката философия. Адвайта е монистична система, изложена и разпространена от Ади Шанкарачаря, а за първи път очертана от неговия парамгуру Гаудапада. Адвайта веданта утвърждава единството на атман (душата) и Брахман (Абсолюта, Бог). Ведантическият канон от авторитетни текстове (прастхана трайи), включва Упанишадите, Брахма сутра и Бхагавад гита.
Според веданта човек страда от обвързаността си с материалния свят в кръговрата на преражданията (самсара) и негова цел е да постигне освобождение (мокша). Според адвайта познание (джнана) на истинската природа на човека представлява освобождение. Обвързването с материалния свят произлиза от непознаването (авидя) на истинската природа на човека и следователно премахването на невежеството носи освобождение. Истинската природа на човека, неговата същност и душа, е атман, който е идентичен с Върховния дух на вселената, Брахман, Абсолюта. Който познава истинската си природа, не просто интелектуално, а от опит, става дживанмукта, освободен докато е още жив (в тялото).

## Предпоставки
Учителят по адвайта веданта трябва да има следните качества (Мундака упанишад 1.2.12):
1. Стотрия – трябва да е учен в свещените писания.
2. Брахманища – букв. „установен в Брахман“, да е осъзнал единството на Брахман с всичко и със себе си.
Всеки мумукшу (търсач на мокша) трябва да има следните четири квалификации (сампати), известни като садхана чатуштая сампати (четворните квалификации за духовна практика):
1. Вивека – различаване; способността да се различава между вечното (нитя) и преходното (анитя), реалното и нереалното.
2. Вайрагя – безстрастност; отричането от наслажденията на обектите (артха пхала бхога) на този свят (иха) и на другите светове (амутра) като небето и пр.
3. Шатсампат – шесторните качества: шама (умствено спокойствие), дама (контрол над сетивата), упарати (въздържане от разсейващи светски действия), титикша (издръжливост), шраддха (вяра в Бог, гуру, свещените писания и интуицията си), самадхана (концентриране на ума върху Духовния идеал).
4. Мумукшутва – интензивно желание за освобождение (мокша).

## Брахман
Брахман е, както изпълнителната причина, така и материалната причина на Творението. Според Веданта Брахман е творецът, но също и творението. Вселената не е сътворена ex nihilo, от нищото, а Брахман посредством своята сила на преображение, Мая, се е превърнал в света, без това да променя същинската му природа, която е вечна (сатчитананда, съществуване-съзнание-блаженство).
Според Шанкара Бог, Всевишния, или Брахман, е Един, той е цялата и единствена реалност. Всичко, освен Брахман, включително вселената, материалните обекти и индивидите, е илюзия. Брахман е безкраен, вездесъщ, всемогъщ, безформен, трансцендентален, божествената основа на цялото битие. Брахман се описва като нети нети, „нито това, нито това“, защото не може да се ограничи до качествено определение. Той е източникът на това и онова, източникът на силите, веществата, цялото битие, неопределим, основа на всичко, нероден, непроменлив, вечен, отвъд сетивата, Абсолют. Макар да не е вещество, Брахман е основата на материалния свят, който е неговата илюзорна трансформация. Брахман е блестящ като източник на безпределна светлина, той е най-чистото знание.
Поради индивидуалното невежество (авидя) Брахман се възприема като материалния свят и неговите обекти. Върховният Брахман няма атрибути и форма. Брахман е неописуем. Най-добрият опит за описание на тази реалност е сатчитананда, битие-съзнание-блаженство. Брахман е хомогенен, той е един без втори (екамеваадвитииям, Чандогя упанишад 6.2.1.), т.е. освен него няма друга реалност. Той обхваща всичко, което съществува и не съществува, всичко мислимо и немислимо, цялото творение и това, което е отвъд творението.
Макар Брахман да доказва сам себе си, Шанкара предлага и някои доказателства:
- Свещените писания Упанишади, Брахма сутра и Бхагавад гита свидетелстват за реалността на Брахман.
- Всеки човек чувства душата си или атман. Според Шанкара атман е идентичен с Брахман.
- Светът изглежда добре подреден. Причината за това не може да бъде несъзнателен принцип. Причината трябва да е Брахман.
- Много хора, постигнали състоянието турия твърдят, че душата им е станала едно с всичко.

Георг Фойерщайн резюмира адвайта по следния начин: „Многообразната вселена всъщност е една-единствена реалност. Има едно Велико същество, което мъдреците наричат Брахман, в което живеят безбройните форми на съществуването. Това Велико Същество е пълно съзнание и е самата Същност или Аз (Атман) на всички същества.“

## Мая
Според Шанкара Мая е сложната сила за създаване на илюзии на Брахман, която причинява възприятието на Брахман като материален свят от отделни форми. Има две основни функции: едната е да „крие“ Брахман от обикновеното човешко възприятие и другата е да представи материалния свят на негово място. Мая също е неописуема, макар че би могло да се каже, че цялата информация, възприемана от сетивата, е Мая, тъй като фундаменталната реалност под сетивните възприятия е скрита. Мая не е нито реална, нито нереална, следователно – неописуема. Тя има за убежище Брахман, но Брахман остава недокоснат от илюзията на Мая, така както фокусникът не може да бъде заблуден от собствения си фокус. Мая е безначална, но може да се превъзмогне посредством познание на Брахман. Едно основно утвърждение в адвайта е: „Който познае Брахман, става Брахман“.

## Светът
Според Шанкара светът не е реален, той е илюзия. Според него:
- Това, което е вечно, е реално; това, което не е вечно, не е реално. Тъй като светът се създава и унищожава, той не е реален.
- Истината е непроменлива. Тъй като светът се променя, той не е реален.
- Това, което е независимо от времето и пространството, е реално.
- Така, както човек сънува, докато спи, така и докато е буден, вижда един вид свръхсън. Този свят се сравнява със съзнателен сън.
- Светът е положен върху Брахман, няма независимо съществуване, и следователно е нереален.

Светът е нереален, когато е сравнен с Брахман. Докато човек е под влиянието на Мая, светът е реален. Светът не може да е едновременно реален и нереален и следователно Шанкара го класифицира като неописуем. Шанкара дава следните аргументи за това, че светът не е напълно нереален:
- Ако светът беше нереален, при освобождението на първото човешко същество той би бил унищожен. Светът обаче продължава да съществува, дори и човек да постигне освобождение.
- Шанкара вярва в извършването на добри действия (карма), което е черта на света. Следователно светът не е нереален.
- Върховната Реалност Брахман е основата на този свят. Светът е като негово отражение. Следователно не може да бъде напълно нереален.
- Неистинно е нещо, което се приписва на несъществуващи неща, като Небесен лотос. Светът е нещо логично, което се възприема от сетивата.

## Ишвара
Ишвара (Всевишният, личностният Бог) е възприятие на Брахман, когато човешкият ум е под въздействието на Мая. Ишвара е проявената форма на Брахман, Брахман с Мая. Ишвара е Сагуна Брахман, Брахман с безброй благоприятни качества. Той е създателят, съхранителят и унищожителят на света. Той е личностен и е обект на поклонничество. Той е основата на етиката и разпределя плодовете на действията. Самият той е отвъд заслуги и грехове. Той управлява света посредством Мая, своята божествена сила. Ишвара е господар на Мая и тя е винаги под негов контрол, докато живите същества са подчинени на Мая (поради невежеството си). Това невежество е причината за страданието и греховете в света на смъртните. Ишвара е безкрайно блаженство, а хората са нещастни. Ишвара може да се визуализира и боготвори в човешки форми, като Вишну, Шива или Деви. Според Шанкара света се създава за забавление на Ишвара/Брахман. Той е в неговата природа, така както е в природата на човека да диша.
Като доказателство за Ишвара Шанкара цитира шрутите (писанията), но също дава няколко логически доказателства за неговото съществуване:
- Светът е работа, ефект и следователно трябва да има причина. Тази причина трябва да е Ишвара.
- Светът има единство, координация и ред, тъй че Създателя му трябва да е интелигентно същество
- Хората вършат добри и лоши дела и получават плодовете им, в този живот или в следващ. Самите хора не може да си дават сами плодовете, защото никой не би си дал плодовете на греха. Този, който дава плодовете, не може да бъде несъзнателен. Следователно този, който дава, е Ишвара.

В сравнение с Върховния Брахман, Ишвара не е реален, но така, както светът е реален на прагматично ниво, така и личностният Бог е реален на прагматично ниво. Вярата и служенето на Бог помагат за успеха и щастието на човек. Всъщност, когато човек мисли за Брахман, той всъщност мисли за Бог, тъй като Брахман е немислим.

## Теория на Сътворението
На относително ниво Шанкара вярва в Сътворението на света посредством Саткарявада. Подобно на философията санкхя, където причината винаги се крие в следствието, а следствието е просто преобразяване на причината. Санкхя обаче вярва в подформа на Саткарявада наречена Париманавада (еволюция), при която причината наистина се превръща в следствие. Вместо това Шанкара вярва във Виваратавада, според която следствието е само привидно преобразяване на причината – подобно на илюзия. В тъмнината човек може да обърка въжето за змия, но това не означава, че въжето се е превърнало в змия.
На прагматично ниво се вярва, че вселената е създадена от всевишния Ишвара. Мая е божествената магия на Ишвара, с чиято помощ той създава света. Етапите на Сътворението са заимствани от Упанишадите. Първо Ишвара създава петте фини елемента (етер, въздух, огън, вода и земя). Мая създава етера, въздуха произлиза от етера, огъня – от въздуха, от огъня – водата, от водата – земята. От пропорционалното съчетание на петте фини елемента се раждат грубите елементи, като грубо небе, груб огън и т.н. От тези груби елементи се създава вселената. По време на унищожението тази поредица следва отзад-напред. Шанкара казва, че както от съзнателното човешко същество се образуват несъзнателни обекти, като коса и нокти, така и неживия свят се образува от духовния Ишвара.

## Махавакя
Четирите класически махавакя, или велики изказвания в адвайта, са:
1. प्रज्नानम ब्रह्म (праджнанам брахма). Съзнанието е Брахман. Айтарея упанишад, Риг веда
2. अहम ब्रह्मास्मि (ахам брахмаасми). Аз съм Брахман. Брихадараняка упанишад, Яджур веда
3. तत्त्त्वमसि (Таттвамаси). Ти си това. Чхандогя упанишад, Сама веда
4. अयमात्मा ब्रह्म (Аяматма брахма). Този Атман е Брахман. Мандукя упанишад, Атхарва веда